# Elisa Isoardi
Elisa Isoardi (Cuneo, 27 de diciembre de 1982) es una modelo y presentadora de televisión italiana.

## Biografía
Isoardi creció en Caraglio (CN), participó en los certámenes de Miss Fragola en 1997 (donde ganó el título), Miss Muretto en el año 1998 y Miss Italia en 2000 como "Miss Valle D'Aosta". En la última ocasión conquistó la faja de "Miss Cinema".
Después de completar los primeros estudios en el Instituto Superiore Eula, en Savigliano, se trasladó a Roma para estudiar recitación, graduándose en 2000 en el Teatro Drammatico a la escuela experimental "Agora". Después de la graduación, desde 2001 hasta 2003, ella participó en varias producciones teatrales.
Luego se trasladó a Milán para emprender la carrera de modelo: ha posado para la campaña fotográfica de Brooksfield, ha desfilado por el Marchese Coccapani, Max Mara y Carlo Pignatelli. Durante el mismo período, además, ha aparecido en varios anuncios publicitarios y dos videos musicales: Tu no de la banda Gemelli Diversi y Che tempo fa de Miotti.
En 2005 volvió a Roma entrando en la RAI como enviada para la transmisión Guarda che luna, realizada por Massimo Giletti y Hoara Borselli. Ese mismo año juntas a Guido Barlozzetti sobre la Rai 1 dirigió la transmisión Italia che vai. En el año siguiente ha conducido el programa Caccia al ladro, transmitido desde el canal Leonardo de Sky Italia y retransmitido en 2008 por el canal Facile TV en digital terrestre.
En 2007 dirigió el Festival de Castrocaro juntas con Massimo Giletti, mientras el 15 de diciembre del mismo año por Rai 1 en la tarde presentó la transmisión Effetto Sabato. En el verano de 2008 con Attilio Romita, que ha reemplazando Gris Sonia y Franco Di Mare, fue la presentadora de Sabato & Domenica Estate, contenedor del fin de semana emitido por la mañana (06:50-9:30); los colegas han vuelto de nuevo en la temporada 2008/2009 con Vira Carbone y Pongo y Peggy - Gli animali del cuore, transmitido los sábados a las 11:45 a. m. siempre en la Rai 1, programa de televisión que ella ha conducido una segunda edición el verano siguiente. Una vez más en la misma red, el 19 de julio condujo un episodio de la transmisión Parenti Talenti.
En el verano de ese mismo año por la Rai 1 ha conducido Oltremoda reloaded. Desde el 15 de diciembre de 2008 ha sido confiada a la dirección del mediodía en La prova del cuoco, programa de la Rai 1; en este período ha sustituido a Antonella Clerici que tuvo que abandonar la transmisión para completar su primer embarazo. En un primer momento esta primera alternancia debía haber durado hasta el final de la temporada televisiva, pero en abril, el exdirector de la Rai 1, Fabrizio Del Noce confirmó la Isoardi al mando del programa también la siguiente temporada.
En junio de 2009 devolviendo la Antonella Clerici ha obtenido la conducción del Oscar del vino, y siempre en el verano por Rai 1 condujo la manifestación de canto el Festival di Castrocaro.
Desde la mitad de noviembre de 2009 para la Rai Radio 2 Elisa Isoardi, Armando Traverso y Federico Biagione llevaron la transmisión Le colonne d'Ercole.
El 6 de enero de 2010 en conexión con el Monopolio Estatal italiano el programa Affari tuoi de la RAI 1 ha sido conjunto con la Lotería italiana. En junio de 2010 seguía siendo la conductora del Oscar del vino.
En septiembre de 2010, después el regreso de Antonella Clerici en La prova del cuoco, Isoardi ha sido atribuida a conducir el programa dominical Línea Verde. Y, en fecha 9 de octubre de 2010 el sábado por la mañana lleva A cocme animali, transmisión de la Rai 1.
El 4 de julio de 2011 con Pupo son conductores de Miss Italia en el Mundo. Desde el 6 de agosto hasta el 11 de septiembre de 2011 juntas a Gianfranco Monti para la Rai Radio 2 son conductores en: I miei e i tuoi. El 9 de agosto por la Rai 1 presentó el premio "Perséfone 2011", un prestigioso premio dedicado al teatro. Mientras el 12 de septiembre de 2011 fue la dueña del programa Unomattina, realizado conjuntamente con el periodista Franco Di Mare. El 25 de diciembre de 2011 en la Rai 1 llevó a cabo el Canto di Natale.
Los días 9 y 16 de mayo de 2012 con Claudio Lippi por la Rai 1 son conductores Punto su di te. Desde septiembre de 2012, con Franco Di Mare del programa Unomattina conduce también Unomattina Rosa.
En 2013, conjuntamente a Duilio Giammaria y con las participaciones de Eleonora Daniele y la de Massimiliano Ossini, se confirma la conductora de Unomattina. Mientras la temporada de televisión 2014/2015 Elisa la comenzó en la Rai 1 como única presentadora del programa diario A conti fatti.

## Televisión
- Guarda che luna (2005)
- Italia che vai (2005)
- Caccia al ladro (2006)
- Festival di Castrocaro (2007)
- Sabato & Domenica (2007)
- Oltremoda reloaded (2007)
- Effetto Sabato (2007-2008)
- Capodanno reale (2007)
- Sabato & Domenica estate (2008)
- Pongo e Peggy - Gli animali del cuore ( 2008-2009)
- Parenti Talenti (apuesta cero) (2008)
- La prova del cuoco (2008-2010)
- Telethon (2008-2011)
- Oscar del vino (Desde el 2009)
- Festival di Castrocaro (2009)
- Mare Latino (2010)
- Affari tuoi (2010) Invitado
- A come animali (2010)
- Línea Verde (2010-2011)
- 10 stelle per Madre Teresa (2010)
- Línea Verde Estate (2011)
- Miss Italia nel mondo (2011)
- Premio Persefone (2011)
- Unomattina (Desde 2011)
- Canto di Natale (2011)
- Punto su di te (2012)
- Gusto Italiano (2012)
- Unomattina Rosa (2012-2013)
- Canto di Natale (2012)
- Uno spettacolo per la vita (2013)
- Unomattina Verde (Desde 2013)
- A conti fatti[4] (2014-2015, Rai 1)

## Radio
- Le colonne d'Ercole (2009) Rai Radio 2
- I miei e i tuoi (2011) Rai Radio 2